# Desa Pasinan (administrativ by i Indonesien, lat -7,67, long 113,02)
Desa Pasinan är en administrativ by i Indonesien.   Den ligger i provinsen Jawa Timur, i den västra delen av landet, 700 km öster om huvudstaden Jakarta.